# Словенија на Светском првенству у атлетици у дворани 2022.
Словенија је учествовала на 18. Светском првенству у атлетици у дворани 2022. одржаном у Београду од 18. до 20. марта. Репрезентацију Словеније на њеном петнаестом учествовању на светским првенствима у дворани представљало је 6 атлетичара (1 мушкарац и 5 жене) који су се такмичили у 3 дисциплине.,
На овом првенству представници Словеније су освојили једну бронзану медаљу. Овим успехом Словенија је делила 29 место у укупном пласману освајача медаља.
У табели успешности према броју и пласману такмичара који су учествовали у финалним такмичењима (првих 8 такмичара) Словенија је са 1 учесником у финалу делила 32. место са 6 бодова.
| Пл.  | Земља     | 1. место | 2. место | 3. место | 4. место | 5. место | 6. место | 7. место | 8. место | Бр. фин. | Бод. |
| ---- | --------- | -------- | -------- | -------- | -------- | -------- | -------- | -------- | -------- | -------- | ---- |
| =32. | Словенија | 0        | 0        | 1        | 0        | 0        | 0        | 0        | 0        | 1        | 6    |

## Учесници
| Мушкарци: - Филип Јакоб Демшар — 60 м препоне | Жене: - Агата Зупин — 4 х 400 м - Јернеја Смонкар — 4 х 400 м - Вероника Садек — 4 х 400 м - Анита Хорват — 4 х 400 м - Тина Шутеј — Скок мотком |

## Освајачи медаља

### Бронза (1)
- Тина Шутеј — Скок мотком

## Резултати

### Мушкарци
| Атлетичар          | Дисциплина | Лични рекорд | Квалификације | Квалификације | Полуфинале           | Полуфинале           | Финале               | Финале       | Детаљи |
| Атлетичар          | Дисциплина | Лични рекорд | Резултат      | Место         | Резултат             | Место                | Резултат             | Место        | Детаљи |
| ------------------ | ---------- | ------------ | ------------- | ------------- | -------------------- | -------------------- | -------------------- | ------------ | ------ |
| Филип Јакоб Демшар | 400 м      | 7,74         | 7,79          | 6. у гр. 5    | Није се квалификовао | Није се квалификовао | Није се квалификовао | 33 / 44 (46) |        |

### Жене
| Атлетичарка     | Дисциплина  | Лични рекорд | Квалификације | Квалификације | Полуфинале | Полуфинале | Финале                | Финале  | Детаљи |
| Атлетичарка     | Дисциплина  | Лични рекорд | Резултат      | Место         | Резултат   | Место      | Резултат              | Место   | Детаљи |
| --------------- | ----------- | ------------ | ------------- | ------------- | ---------- | ---------- | --------------------- | ------- | ------ |
| Агата Зупин     | 4 х 400 м   | 3:37,84 НР   | 3:37,08 НР    | 5. у гр. 2    |            |            | Нису се квалификовале | 10 / 10 |        |
| Јернеја Смонкар | 4 х 400 м   | 3:37,84 НР   | 3:37,08 НР    | 5. у гр. 2    |            |            | Нису се квалификовале | 10 / 10 |        |
| Вероника Садек  | 4 х 400 м   | 3:37,84 НР   | 3:37,08 НР    | 5. у гр. 2    |            |            | Нису се квалификовале | 10 / 10 |        |
| Анита Хорват    | 4 х 400 м   | 3:37,84 НР   | 3:37,08 НР    | 5. у гр. 2    |            |            | Нису се квалификовале | 10 / 10 |        |
| Тина Шутеј      | Скок мотком | 4,80 НР      |               |               |            |            | 4,75                  |         |        |